# Katalin Szabó
Katalin Szabó (ur. 25 sierpnia 1986 w Budapeszcie) – węgierska wioślarka.

## Osiągnięcia
- Mistrzostwa Świata Juniorów – Duisburg 2001 – jedynka – 8. miejsce[1].
- Mistrzostwa Świata Juniorów – Troki 2002 – czwórka podwójna – 15. miejsce[1].
- Mistrzostwa Świata Juniorów – Ateny 2003 – jedynka – 10. miejsce[1].
- Mistrzostwa Świata Juniorów – Banyoles 2004 – jedynka – 4. miejsce[1].
- Mistrzostwa Świata U-23 – Amsterdam 2005 – dwójka podwójna – 10. miejsce[1].
- Mistrzostwa Świata U-23 – Hazewinkel 2006 – jedynka – 4. miejsce[1].
- Mistrzostwa Świata U-23 – Glasgow 2007 – jedynka – 3. miejsce[1].
- Mistrzostwa Świata – Monachium 2007 – jedynka – 15. miejsce[1].
- Mistrzostwa Europy – Poznań 2007 – jedynka – 8. miejsce[1].
- Mistrzostwa Europy – Ateny 2008 – jedynka – 10. miejsce[1].
- Mistrzostwa Europy – Brześć 2009 – jedynka – 8. miejsce[1].
- Mistrzostwa Europy – Montemor-o-Velho 2010 – czwórka podwójna – 8. miejsce[1].